# Georg von Peuerbach
Georg von Peuerbach, anche noto come Georg Peurbach, Purbach, Purbachius (Peuerbach, 30 maggio 1423 – Vienna, 8 aprile 1461), è stato un astronomo e matematico austriaco.
A lui si deve l'invenzione o il perfezionamento di svariati strumenti scientifici, tra cui il regolo, ed il quadrato geometrico. Da molti Peuerbach è ritenuto l'inventore del Bastone di Giacobbe; quest'affermazione non è però plausibile, dato che l'originale Bastone di Giacobbe è uno strumento sviluppato nel Trecento, quindi precedente alla sua nascita.

## Biografia
Intorno all'anno 1440 egli conseguì la laurea in Filosofia e Scienze cum insigni laude presso l'Università di Vienna. Il suo insegnante di matematica fu probabilmente Johann von Gmünden.
Nel 1448 intraprese un viaggio di studio in Italia, dove incontrò Giovanni Bianchini di Ferrara ed il cardinale Nicola Cusano a Roma, che lo introdussero allo studio dell'astronomia presso l'Università di Ferrara. Rifiutò offerte di docenza a Bologna e a Padova, oltre a un incarico come astronomo di corte presso Re Ladislao di Ungheria, e tornò a Vienna nel 1450 per insegnare all'università. Tenne lezioni di filologia e letteratura classica ed intraprese lo studio dell'opera astronomica di Claudio Tolomeo. I suoi insegnamenti scientifici si tennero principalmente in forma privata, ed il suo allievo più celebre fu certamente Johannes Müller, meglio noto come Regiomontano. Tra i suoi allievi all'Università di Vienna anche il costruttore di strumenti Hans Dorn.
Peuerbach viene definito il padre dell'astronomia matematica e osservativa del mondo occidentale. Egli cominciò a lavorare sull'Almagesto di Tolomeo, sostituendo alle corde le funzioni sinusoidali, e calcolando le tabelle delle funzioni sinusoidali per ogni minuto d'arco per un raggio di 600 000 unità. Questa fu la prima transizione dal sistema in base 12 al sistema in base 10. Le sue osservazioni furono effettuate con strumenti molto semplici, quali un filo a piombo usato per misurare gli angoli di declinazione delle stelle.
Il suo lavoro principale, le Theoricae novae planetarum, edite solo nel 1474, costituiscono l'esposizione elementare dell'astronomia geocentrica dell'Almagesto, mediata dalla particolare struttura cosmologica a sfere cristalline escogitata da alcuni astronomi islamici del XIII e XIV secolo.
In questo lavoro, Peuerbach portò a termine il tentativo di conciliare le opposte teorie dell'universo, ovvero quella delle sfere omocentriche di Eudosso di Cnido e di Aristotele, con quella dei cammini epiciclici di Tolomeo. Il testo ebbe un enorme successo e rappresentò la base dell'istruzione accademica in astronomia fino a quando, molti anni dopo, Niccolò Copernico avrebbe spazzato via entrambe le ipotesi.
Il cardinale Giovanni Bessarione lo invitò a Roma per studiare Tolomeo sui testi originali greci, e non attraverso le erronee traduzioni latine. Egli accettò, a condizione che Regiomontano lo accompagnasse. A causa della morte del maestro, il discepolo andò da solo per completare il suo lavoro.
Lavorò presso l'osservatorio di Oradea/Oradea in Transilvania, stabilendo il primo meridiano terrestre passante per l'osservatorio di quella città transilvana nella sua Tabula Varadiensis.

## Opere

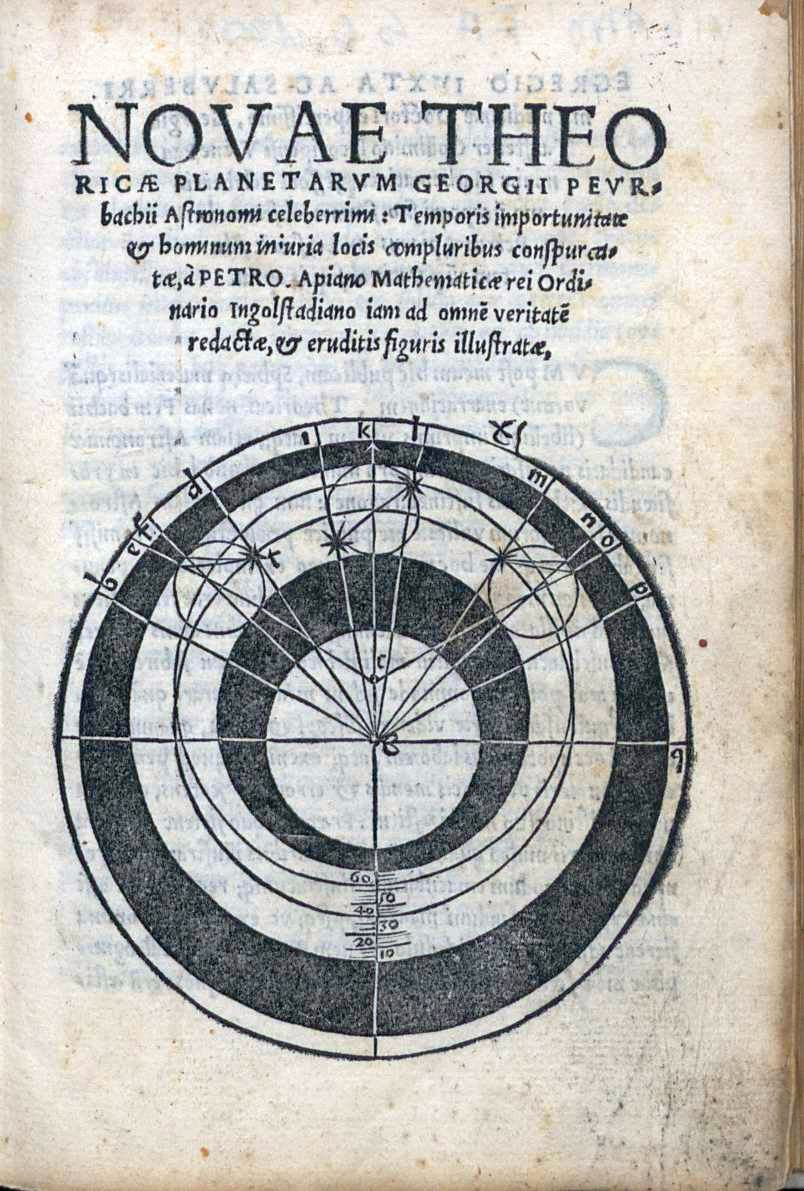
Theoricae novae planetarum, 1534

Di lui sono noti venti lavori. Tra questi, i seguenti sono i più importanti:
- Theoricæ novæ planetarum, id est septem errantium siderum nec non octavi seu firmamenti (1ª ed., Norimberga, 1472, di Regiomontano; seguito da molti altri a Milano, Venezia[1] e a Ingolstadt);
- Tabulæ eclypsium super meridiano Viennensi (2ª ed., Vienna, 1514);
- Quadratum goemetricum meridiano (Norimberga, 1516);
- Sex primi libri epitomatis Almagesti, completato da Regiomontano (Venezia, 1496; Basilea, 1534; Norimberga, 1550);
- (LA) Theoricae novae planetarum, Venezia, Malchiorre Sessa (1.), 1534.
- Nova tabula sinus de decem minutis in decem per multas, etc., completato da Regiomontano (Norimberga, 1541).

## Riconoscimenti
- Gli è stato dedicato il cratere Purbach sulla Luna.